# Fernilee
Fernilee – wieś w Anglii, w hrabstwie Derbyshire, w dystrykcie High Peak, w civil parish Whaley Bridge. Leży 7 km od miasta Buxton. W 1931 roku civil parish liczyła 1728 mieszkańców.